# 伊凡·科洛夫
伊凡·科洛夫（英語：Ivan Koloff，1942年8月25日—2017年2月18日），本名歐利爾·佩拉斯（英語：Oreal Perras），是加拿大退休的職業摔角選手。在伊凡·科洛夫的職業生涯中，他曾拿下WWWF世界重量級冠軍。

## 冠軍及成就

### 五大湖摔角協會
- GLWA美國重量級冠軍（一次）[4]

### 職業摔角名人堂（英语：Professional Wrestling Hall of Fame and Museum）
- 職業摔角名人堂（2011年）[5]

### 南方冠軍摔角（英语：Southern Championship Wrestling）
- 南方冠軍摔角名人堂（英语：SCW Hall of Fame）（1999年）[6]

### 維州摔角協會
- VWA重量級冠軍（一次）[4]

### 西俄亥俄摔角
- WOW洲際重量級冠軍（一次）[4]

### 世界廣泛摔角聯盟
- WWWF世界重量級冠軍（一次）

### 世界摔角協會（英语：World Wrestling Association (Indianapolis)）
- WWA世界重量級冠軍（英语：WWA World Heavyweight Championship (Indianapolis version)）（一次）

### 世界摔角議會（英语：World Wrestling Council）
- WWC波多黎各重量級冠軍（英语：WWC Puerto Rico Heavyweight Championship）（一次）

### 其他獎項
- ACW雙打冠軍（一次）
- CREW重量級冠軍（一次）
- IWA雙打冠軍（一次）
- IWA洲際重量級冠軍（一次）